# Mitologia lituana

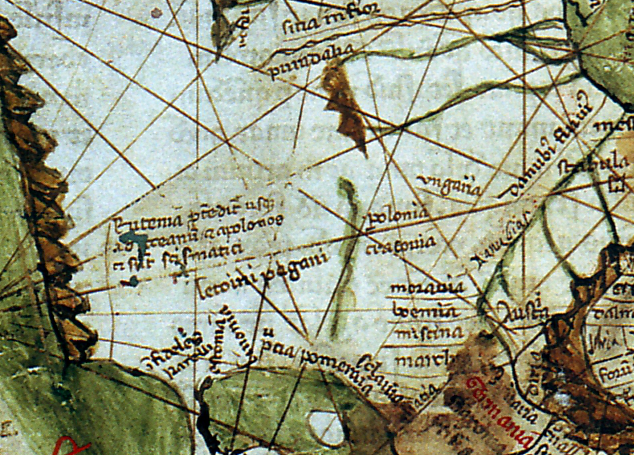
Lituània al mapamundi de Petrus Vesconte (1321). S'hi llegeix Letvini pagani ("Lituans pagans")

La mitologia lituana és un exemple de mitologia bàltica desenvolupada pel poble lituà al llarg dels segles.

## Història
La informació que ens ha arribat sobre el paganisme del Bàltic, en general, és molt vaga i incompleta. Com en la majoria de les antigues cultures indoeuropees (per exemple, Grècia i l'Índia), la manera original de transmissió d'informació seminal com els mites, històries i costums va ser verbal, el costum de l'escriptura és introduir més tard durant el període de la cultura del cristianisme basada en textos. La major part dels primers relats escrits són molt breus i realitzats per estrangers, en general cristians, que desaprovaven les tradicions paganes. Alguns acadèmics van considerar alguns textos com a malentesos inexactes i fins i tot mentides. A més moltes fonts fan llistes amb molts noms i grafies diferents, de manera que de vegades no queda clar si es refereixen al mateix.
Lituània es va cristianitzar entre el final del segle XIV i principis del segle xv, però la religió pagana va sobreviure durant dos segles més, tot i perdre gradualment la seva influència cultural i la coherència. La religió evangèlica, establerta a Prússia per Albert de Brandenburg va prometre predicar a les persones en el seu propi idioma, en comptes del llatí. Albert va establir la Universitat Albertina a Königsberg, on els idiomes dels països veïns van ser ensenyats i es van imprimir els primers llibres en aquests idiomes. Les últimes concepcions de l'antiga religió van sobreviure aproximadament fins a principis del segle xix. No obstant això, com que era la tradició, mai no van ser documentades pels seguidors de la religió, i tots els fets coneguts són els documents deixats pels estrangers.
Tot i que la religió precristiana de Lituània va morir molt més tard que en qualsevol altre país europeu, la informació actual sobre la mitologia de Lituània es troba dispersa. L'interès en ella s'ha incrementat des del començament del segle xix, quan el material narratiu va començar a ser recollit. No obstant això, en aquest moment la majoria dels lituans ja havia deixat de viure d'acord amb les creences i les doctrines de la seva religió anterior, i els contacontes no van poder explicar el seu significat més adequat i precís. Sense aquestes explicacions, els contes i cançons populars recollides per estudiosos semblarien ser més, per a alguns mitòlegs i historiadors, la matèria primera de la qual hauria sorgit la mitologia o l'epopeia heroica que no pas la mitologia en si mateixa. Les relíquies de l'antiga religió van ser barrejades amb altres històries de la mitologia folklòrica, i posteriorment van ser documentades molt bé, incloent-hi molts testimonis escrits pels narradors mateixos. No obstant això, el caràcter més sincrètic d'aquesta mitologia va donar lloc a alguns dubtes i, posteriorment, hipòtesis i discussions, pel que fa al que la religió pagana de Lituània era en realitat.
A causa d'aquesta visió, molts estudiosos prefereixen escriure les seves pròpies reconstruccions de la mitologia lituana, basades també en dades històriques, arqueològiques i etnogràfiques. La primera reconstrucció va ser escrita per l'historiador lituano-polonès Theodor Narbutt a principis del segle xix. Dos coneguts intents de reconstrucció van ser fets, més recentment, per Marija Gimbutas i Algirdas Julius Greimas. Aquest mètode de reconstrucció és difícil, i cap dels intents ha estat satisfactori.
Les dues principals dificultats en aquest procés són, en primer lloc, el fet que la mitologia lituana no era estàtica, sinó que es trobava en constant desenvolupament, de manera que no es va quedar en la mateixa forma durant els períodes tractats generalment pels mitòlegs. En segon lloc, la mitologia eslava, que en línies generals sembla molt diferent a les seves homòlogues de Lituània i Letònia, va tenir una certa influència en el pensament de la gent, que va afectar les dades etnogràfiques, i per tant, als judicis dels experts que van fer ús d'aquestes dades.
Per tant, les primeres reconstruccions i descripcions de la mitologia lituana ofereixen una descripció molt llunyana de la veritable, i no són gaire més que un pegat de detalls arbitràriament seleccionats de les mitologies de Lituània i Belarús. El compte oferta per Narbutt, i les idees exposades per Adam Mickiewicz estan entre elles, però els mitòlegs des de la segona meitat del segle xix s'han tornat més precisos, com a resultat dels seus coneixements de la investigació lingüística contemporània que mostra les diferències estructurals entre les llengües eslaves i lituana.
Els acadèmics més moderns que han investigat la mitologia de Lituània a la segona meitat del segle xx van ser Norbertas Vėlius i Beresnevičius Gintaras. Les seves obres són considerades com les més objectives. Són molt crítiques i acurades amb les fonts mitològiques.

## Les reconstruccions de la mitologia
Segons Marija Gimbutas, l'estructura inicial de la mitologia lituana estava basada en un sistema matriarcal de deesses que representaven diverses parts del món natural, per exemple, terra, cel, lluna, aigua, aire, etc. Com que els desenvolupaments posteriors van portar a un format patriarcal, moltes de les deesses dones van perdre el seu poder i significat.

## Relacions amb altres sistemes mitològics
La mitologia lituana és potser la més propera a la mitologia letona, i d'acord amb el punt de vista prevalent, els lituans compartien els mateixos mites i les característiques bàsiques de la seva religió amb els antics prussians. D'altra banda, els elements individuals tenen molt en comú amb altres sistemes mitològics, i especialment amb les de cultures veïnes.
Hi ha un déu del tro Finnic Mordvin / Erza anomenat Pur'ginepaz que en el folklore té temes semblants al lituà Perkunas: "Espurnes volen de les rodes i dels cascos dels cavalls de color vermell foc de Pur'ginepaz, el déu del tro Erza, quan travessa el cel" En diverses cançons mítiques el déu del tro Pur'ginepaz es casa amb una noia terrenal, anomenada Litova (Lituva, Syrzha, etc.) Aquests s'assemblen molt al vèdic Parjanya.

## Els períodes de la mitologia de Lituània
La mitologia precristiana és coneguda principalment a través de l'especulació i la reconstrucció, tot i que l'existència d'alguns elements mitològics, coneguts a partir de fonts posteriors, han estat confirmats per les troballes arqueològiques. Això es reflecteix en els contes populars, com ara Jūratė y Kastytis i Egle la Reina de les Serps.
El següent període de la mitologia lituana va començar al segle xv, i va durar fins aproximadament la meitat del segle xvii. Els mites d'aquest període són majoritàriament heroics, sobre la fundació de l'Estat de Lituània. Potser les dues històries més ben conegudes són les Gran Duc Gediminas i la fundació de Vílnius, la capital de Lituània, i de Šventaragis, que també es refereix a la història de Vílnius. Moltes històries d'aquest tipus reflecteixen els esdeveniments històrics reals. En general, aquests mites estan acolorits pel patriotisme. Ja al segle xvi, existia un panteó no unificat, amb dades de diferents fonts que no es corresponien l'una amb l'altra, i esperits locals, especialment del camp econòmic, que es van barrejar amb déus més generals i van ascendir al nivell de déus.
El tercer període va començar amb la creixent influència del cristianisme i de l'activitat dels jesuïtes, més o menys des de finals del segle xvi. L'enfocament anterior de confrontació amb l'herència precristiana de Lituània entre la gent comuna va ser abandonat, i es van fer intents d'utilitzar les creences populars en l'activitat missionera. Això també va conduir a la inclusió d'elements cristians en les històries mítiques.
L'últim període de la mitologia lituana va començar al segle xix, quan la importància del patrimoni cultural antic va ser admès, no només per les classes altes, sinó per la nació en el seu conjunt. Les històries mítiques d'aquest període són majoritàriament les reflexions dels mites anteriors, considerades ja no com a veritables, sinó com l'experiència codificada del passat. Es van concentrar en els problemes morals, i en una visió heroica del passat, en comptes dels herois individuals, que moltes vegades fins i tot no tenien noms propis, coneguts com a "duc", "el príncep del castell", etc.

## Els elements de la mitologia de Lituània

### Déu i la naturalesa
Els contes, cançons i llegendes d'aquest tipus descriuen les lleis de la naturalesa i els processos naturals com ara el canvi de les estacions de l'any, les seves connexions amb els altres i amb l'existència dels éssers humans. La naturalesa és sovint descrita en termes de la família humana, en un exemple central (que es troba en moltes cançons i històries), el sol es diu la mare, el pare és la lluna i les estrelles germanes dels éssers humans.

### Heroisme interior
Els mites de Lituània sovint revelen l'heroisme interior d'un ésser humà, que simbolitza aquest ésser interior, en termes de diferents proeses en les terres místiques al costat oposat de la Terra, o al cel de les regions polars del sud, comunament descriuen aquests llocs com "la terra sobre tots els mars" i "El Regne Còsmic submarí", respectivament.

### El déu de la moral
Els mites que parlen sobre problemes de moral són els més simples, i són propers a les rondalles populars comuns a totes les nacions europees. La idea principal d'aquestes històries és que Déu visita sovint la gent per guiar-los en qüestions morals, però la gent no és capaç de reconèixer-ho. D'acord amb aquestes històries, un ésser humà ha d'escoltar la seva veu interior de l'harmonia i la justícia, per tal d'actuar moralment en la presència de Déu, perquè la gent no sap quan i sota quines circumstàncies es trobarà sota la seva mirada. Alguns experts insisteixen en el caràcter mixt cristià i precristià d'aquestes històries.